# 双石镇 (重庆市)
双石镇，是中华人民共和国重庆市永川区下辖的一个乡镇级行政单位。

## 行政区划
双石镇下辖以下地区：
双石社区、太平社区、中心桥社区、大涧口村、丁家岩村、复生桥村、中心桥村、脚盆井村、牛尾铺村、太平村、五龙桥村和响滩子村。